# Фарина Мар'ян Іванович
Мар'я́н Іва́нович Фари́на (нар. 28 серпня 2003, с. Кам'яне, Жидачівський район, Львівська область, Україна) — український футболіст, захисник «Шахтаря». Виступав за молодіжну та юнацьку (U-19) збірні України.

## Клубна кар'єра
Футболом почав займатися у ДЮСШ міста Жидачів Львівської області, перший тренер — Володимир Сапуга. В чемпіонатах ДЮФЛУ грав за моршинську «Скалу» та БРВ-ВІК із Володимира-Волинського, провівши за ці команди в сумі 81 матч і забивши 3 голи.
У 2020—2023 роках грав за юнацьку команду донецького «Шахтаря», зіграв за цей час у чемпіонаті України U-19 45 ігор, у яких відзначився трьома голами. За основний склад «гірників» дебютував 4 червня 2023 року в матчі останнього туру чемпіонату України проти «Ворскли» (1:2), провівши на полі всі 90 хвилин.
1 вересня 2023 року став гравцем «Металіста 1925» на умовах оренди з «Шахтаря». Дебютував за харківський клуб вже 3 вересня того ж року в матчі УПЛ проти «Руху» (1:1), вийшовши на заміну на 76-й хвилині замість Ростислава Русина.

## Статистика
Станом на 4 січня 2024
| Сезон   | Команда         | Чемпіонат | Чемпіонат | Чемпіонат | Кубок країни | Кубок країни | Кубок країни | Континентальні кубки | Континентальні кубки | Континентальні кубки | Інші змагання | Інші змагання | Інші змагання | Усього | Усього |
| Сезон   | Команда         | Ліга      | Ігор      | Голів     | Турнір       | Ігор         | Голів        | Турнір               | Ігор                 | Голів                | Турнір        | Ігор          | Голів         | Ігор   | Голів  |
| ------- | --------------- | --------- | --------- | --------- | ------------ | ------------ | ------------ | -------------------- | -------------------- | -------------------- | ------------- | ------------- | ------------- | ------ | ------ |
| 2022/23 | «Шахтар»        | УПЛ       | 1         | 0         | КУ           | –            | –            | –                    | –                    | –                    | –             | –             | –             | 1      | 0      |
| 2023/24 | «Шахтар»        | УПЛ       | 1         | 0         | КУ           | –            | –            | –                    | –                    | –                    | –             | –             | –             | 1      | 0      |
| 2023/24 | «Металіст 1925» | УПЛ       | 22        | 1         | КУ           | 1            | 0            | –                    | –                    | –                    | –             | –             | –             | 23     | 1      |

## Досягнення
«Шахтар»
- Володар Кубка України: 2024/25